# Breezy Point
Breezy Point est une ville dans le comté de Crow Wing dans l'État du Minnesota aux États-Unis.

## Géographie
Selon le bureau du recensement des États-Unis la ville s'étend sur 42,89 km2.

## Démographie
D'après les chiffres obtenus lors du recensement de 2010, la ville est peuplée de 2 346 personnes. La densité de population est de 68,6 habitants par kilomètre carré. La population de la ville est composée à 98,7 % de blanc, à 0,3 % d'amérindiens,  à 0,3 % d'afro-américains et à 0,9 % de personnes d'autres origines.
| 1970 | 1980 | 1990 | 2000 | 2010  |
| ---- | ---- | ---- | ---- | ----- |
| 233  | 384  | 432  | 979  | 2 346 |